# Bürgerschule zu St. Stephan

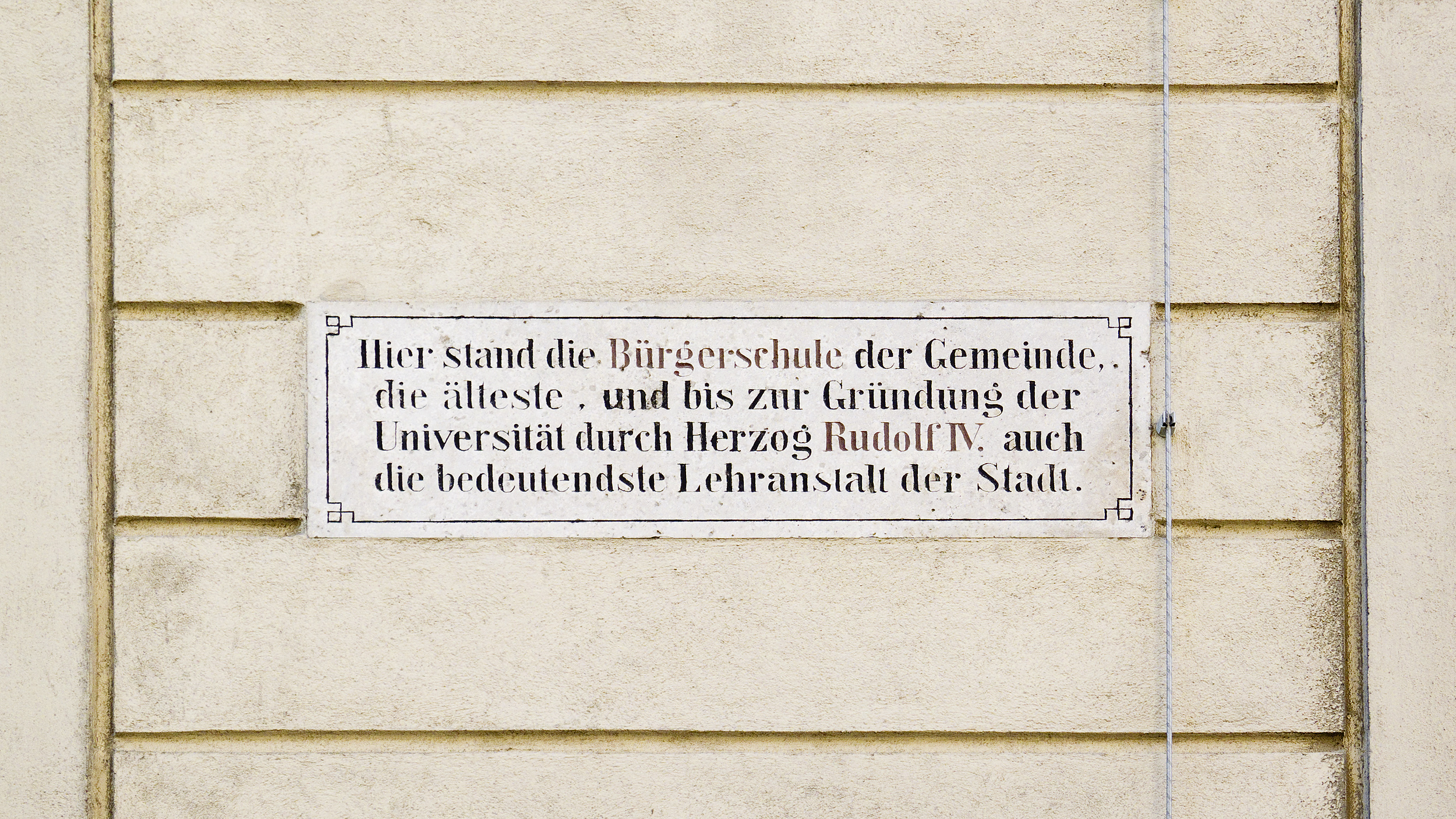
Gedenktafel am Haus Stephansplatz 3

Die Bürgerschule zu Sankt Stephan war eine Schule im heutigen Stadtzentrum von Wien. Sie galt zu ihrer Zeit als eine der wichtigsten Schulen des österreichischen Raums.

## Geschichte
Im Rahmen der Erhebung Wiens zur Reichsstadt wurde die Schule 1237 als Pfarrschule erstmals urkundlich erwähnt. Vermutlich bestand sie schon seit der Mitte des 12. Jahrhunderts. Sie wurde wohl bald nach der Weihe der Stephanskirche 1147 gegründet. 
Ursprünglich wurde der Schulleiter vom Landesfürsten ernannt. Bei den Rektoren und Magistern der Schule handelte es sich während des hohen und späten Mittelalters um Angehörige des geistlichen Standes. Die Stephansschule spielte eine wichtige Rolle für die Ausbildung des österreichischen Weltklerus. Die Schüler dienten bei kirchlichen Festen als Chorknaben und die meisten wurden später selbst Geistliche. 
Die Stephansschule war im 13. Jahrhundert offenbar nicht so angesehen wie die Prager Schulen, denn unter der Herrschaft Ottokar II. Přemysl gingen Schüler aus Österreich und der Steiermark nach Prag. 1287 wurde mit Magister Ulrich von Wien der erste bedeutendere Gelehrte Rektor der Schule. 
Herzog Albrecht I. überließ 1296 den Bürgern der Stadt Wien die Aufsicht über die Schule. Sie war wohl schon zuvor aus Mitteln der Stadt erhalten worden und stand von nun an unter ihrer Kontrolle. Die Bedeutung der Schule wuchs dadurch. Der Rektor der Stephansschule erhielt die Oberaufsicht über alle Schulen Wiens. Ohne seine Zustimmung durften keine neuen Schulen gegründet werden. Außerdem besaß er die Gerichtsbarkeit über die Schüler, ausgenommen bei besonders schweren Vergehen. Der wohl bedeutendste Rektor der Stephansschule war Konrad von Megenberg (ca. in den Jahren 1342–1348).
Die Schule von Sankt Stephan stand anfangs in enger Beziehung zur neu gegründeten Universität. So war einer der ersten Rektoren der Universität, Magister Luderus, auch Schulmeister bei Sankt Stephan. Möglicherweise übte er beide Ämter gleichzeitig aus. Vermutlich war es in den Jahren nach der Gründung der Universität öfters der Fall, dass der Rektor der Universität auch Schulmeister von Sankt Stephan war. Andere Schulmeister waren zwar nicht Rektoren, aber in den Matrikeln der Universität eingetragen. 1384 wurden die Rechte der Schule von Sankt Stephan mit Rücksicht auf die Universität eingeschränkt. Das Recht, die Zulassung eines Schülers zu verweigern, mussten sich Bürgerschule und Universität teilen. Ernennung und Besoldung der Magister der Bürgerschule erfolgten im Einvernehmen mit dem Rektor der Universität.
Über die geographische Herkunft der Schüler ist nichts bekannt. Mehrere Lehrer der Stephansschule waren auch an der Universität von Paris gewesen. Man kann annehmen, dass sie auch Schüler von weiter her anzogen, besonders aus dem süddeutschen Raum. 
Die Schüler galten als Kleriker im rechtlichen Sinn, konnten aber später wieder in den Laienstand zurückkehren. Die Lehrer der Stephansschule hatten Einkünfte aus kirchlichen Pfründen. 
Ein Lehrplan ist erst aus dem Jahr 1446 bekannt, aber man kann annehmen, dass auch zuvor die Septem artes liberales auf dem Niveau von Dom- und Klosterschulen gelehrt wurden. Das Schwergewicht lag auf dem Trivium. 
Aus der Mitte des 14. Jahrhunderts ist ein Ausleiheverzeichnis der Schulbibliothek erhalten, aus dem man ersieht, welche Schriften für den Unterricht verwendet wurden. Besonders gut waren Werke zur Grammatik vertreten, wie Lehrbücher von Aelius Donatus und Priscian, Schriften des Prudentius und des Boethius, eine Erklärung zu Gedichten des Horaz und andere Schriften, die wohl teilweise in einem Florilegium gesammelt waren. Zu Rhetorik und Dialektik sind nur jeweils ein oder zwei Werke genannt. Bücher, die mit dem Begriff philosophia bezeichnet wurden, waren entweder Schriften zur Logik oder zu Naturwissenschaften. Insgesamt hielt sich auch das Bildungsniveau der Stephansschule in Grenzen, obwohl es über dem anderer Pfarrschulen oder Bürgerschulen lag.
Genauer festgelegt wurde die Art des Unterrichts in der Schulordnung von 1446. Die Schule bestand aus zwei Abschnitten, im ersten wurden Grammatik und Rhetorik gelehrt, im zweiten Dialektik und das Quadrivium. Die Schüler des ersten Abschnitts wurden nach Alter und Fähigkeiten in drei Gruppen eingeteilt, die jeweils aus drei Untergruppen bestanden. Alle Schüler wurden in einem einzigen großen Zimmer unterrichtet. Die erste Gruppe lernte Schreiben und Buchstabieren. Täglich mussten zwei lateinische Vokabel gelernt werden. Darauf folgte das Lesen in der Grammatik des Donatus. Es ging zuerst nur um das Lesen, das heißt, das Verbinden der Buchstaben. Der Texte musste noch nicht verstanden werden. Der Unterricht in der Grammatik und das Auswendiglernen wurden allmählich ausgeweitet, man lernte die Fälle und Zeiten. Täglich wurde ein halber Vers, später ein ganzer auswendig gelernt. Schließlich lernten die Schüler jeden Tag zwei Verse. Man blieb auch in der zweiten und dritten Gruppe beim Lehrbuch des Donat, daneben wurden andere Bücher gelesen. Im Mittelpunkt des Unterrichts stand das Auswendiglernen. Die Ausbildung umfasste vor allem die Grammatik. In der dritten Gruppe wurde auch ein wenig Rhetorik gelehrt. Der Aufstieg in eine höhere Gruppe beziehungsweise Untergruppe war alle Quatember möglich und mit einer Prüfung verbunden.
Der Lehrer wurde im Unterricht von älteren Schülern unterstützt, welche mit den jüngeren übten und sie abfragten. Das, was sie geschrieben hatten, verbesserten die Schüler untereinander, der Lehrer überprüfte es anschließend. Unterrichtssprache war Latein, wer deutsch sprach, wurde bestraft. Eine übliche Strafe waren sechs bis acht Gertenschläge. Zu den Aufgaben der Schule gehörte auch die Unterweisung in Sitten, Tugenden und im Glauben. Das geschah vor allem im Rahmen des normalen Unterrichts, denn diese Dinge waren die Lebensgrundlage und flossen somit ständig in den Unterricht ein. Nur am Ende des Unterrichts wurde jeden Tag gesondert aus der biblischen Geschichte erzählt. Im zweiten Abschnitt wurden Dialektik und das Quadrivium, bestehend aus Geometrie, Arithmetik, Musik und Astronomie gelehrt. Arithmetik umfasste hier die vier Grundrechnungsarten, Musik meinte nur Musiktheorie. Für den praktischen Singunterricht bestand bei Sankt Stephan eine eigene Singschule.
Die Schule befand sich für einige Zeit dort, wo heute das Curhaus steht. Eine Gedenktafel an der Außenseite des Hauses erinnert daran.
Seit 1862 erinnert im 1. Bezirk Innere Stadt die Schulerstraße an die Bürgerschule.